# エヴリー
エヴリー (Évry) は、フランス中央部、イル＝ド＝フランス地域圏エソンヌ県の旧コミューン。

## 地理
県北東部にあり、自然区分上のウルポワ、ガティネ、ブリーの各地方にまたがる。セーヌ川左岸に接する。フランス国道の基点であるノートルダム大聖堂から26km南東に位置する。

## 歴史
第二次大戦後からニュータウン開発が始まり、1960年代後半から人口が増加した。超近代的な共同住宅群で知られるベッドタウンである。
2019年1月1日、隣接するクールクーロンヌと合併し、コミューン・ヌーヴェルのエヴリー＝クールクーロンヌとなった。

## 姉妹都市
- ベクスレー、イギリス
- エステリ、ニカラグア
- カイ、マリ共和国
- ハーンユーニス、パレスチナ
- ノヴィ・タルク、ポーランド
- レペンティニー、カナダ
- トロースドルフ、ドイツ

## 出身者
- ジェス・リアウディン - 総合格闘家
- メディ・ベナティア - サッカー選手
- アドリアン・ユヌ - サッカー選手
- ポール・ベルナルドーニ - サッカー選手
- ヤニック・ココン - フィギュアスケート選手
- セリーヌ・ラクール - フィギュアスケート選手
- ミカエル・ダルメダ - 自転車競技選手